# ده‌سور سفلی
ده‌سور سفلی، روستایی از توابع بخش مرکزی شهرستان فریدون‌شهر در استان اصفهان ایران است. 

## مردم
زبان اکثریت مردم این روستا ترکی و لری می‌باشد.